# Yokohama
Pour les articles homonymes, voir Yokohama (homonymie).
Yokohama (横浜市, Yokohama-shi) est une ville portuaire japonaise, capitale de la préfecture de Kanagawa située au sein de la « grande aire métropolitaine du Kantō » appelée également Grand Tokyo. Yokohama a le statut de ville désignée par le gouvernement. Avec plus de 3,7 millions d'habitants, c'est la deuxième ville du Japon derrière la ville de Tokyo, capitale du pays. 
Elle doit son développement à l'activité importante de son port et à ses contacts avec l'étranger avant même la fin de la période d'isolationnisme imposée par le shogunat Tokugawa, qui se traduisent d'ailleurs par la présence d'importantes communautés étrangères, notamment chinoise.
Yokohama est une extension de Tokyo pour ses habitants et ceux de Tokyo ; son activité et sa constitution existent en raison de Tokyo. Elle est à Tokyo ce qu'Incheon est à Séoul, par exemple. Les deux villes sont indissociables, et selon la perspective adoptée, elles n'en forment véritablement qu'une. Ainsi, peut-il être dit sans erreur que Yokohama fait partie de Tokyo. Cela peut aussi être nié, sans erreur.

## Toponymie
Plusieurs hypothèses existent quant à l'origine du nom « Yokohama » (« 横浜 »). L'une d'entre elles fait référence à une large (横, yoko) plage (浜, hama) de sable en forme de péninsule qui s'étendait le long de la côte.

## Géographie

### Situation

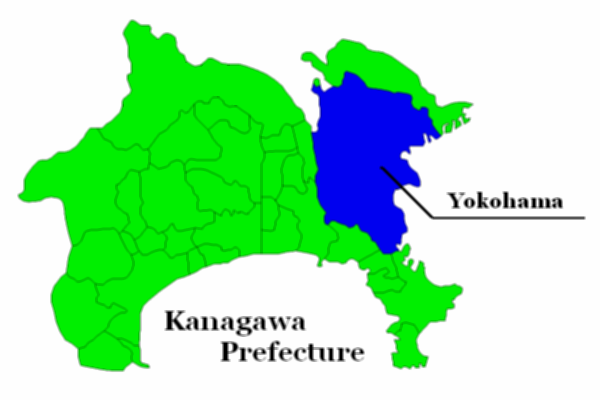
Yokohama dans la préfecture de Kanagawa.

La ville de Yokohama se situe sur l'île de Honshū, dans la préfecture de Kanagawa, à environ 30 km, à vol d'oiseau, au sud de Tokyo, capitale du Japon. Elle s'étend sur les rives de la baie de Tokyo (océan Pacifique) sur 435,29 km2, soit 31,1 km du nord au sud, et 23,6 km d'est en ouest.

### Démographie
Yokohama est la deuxième ville du Japon par sa démographie. Au 1er janvier 2017, elle comptait 3 731 096 habitants (8 572 hab./km2) dont 50,23 % de femmes. Sa population a plus que doublé en 50 ans.

### Découpage administratif

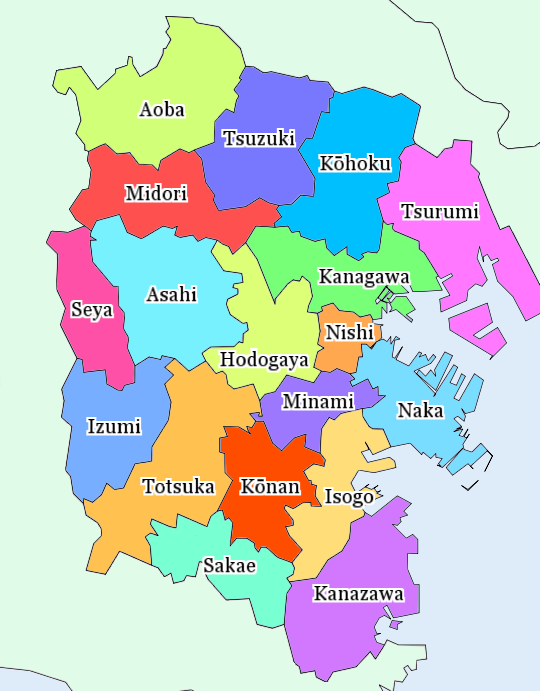
Carte des arrondissements.

La ville de Yokohama est divisée en dix-huit arrondissements.
- Aoba-ku
- Asahi-ku
- Hodogaya-ku
- Isogo-ku
- Izumi-ku
- Kanagawa-ku
- Kanazawa-ku
- Kōhoku-ku
- Kōnan-ku
- Midori-ku
- Minami-ku
- Naka-ku
- Nishi-ku
- Sakae-ku
- Seya-ku
- Totsuka-ku
- Tsuzuki-ku
- Tsurumi-ku

### Climat
| Mois                                             | jan.      | fév.      | mars      | avril     | mai       | juin      | jui.      | août      | sep.      | oct.      | nov.      | déc.      | année     |
| ------------------------------------------------ | --------- | --------- | --------- | --------- | --------- | --------- | --------- | --------- | --------- | --------- | --------- | --------- | --------- |
| Température minimale moyenne (°C)                | 2,7       | 3,1       | 6         | 10,7      | 15,5      | 19,1      | 22,9      | 24,3      | 21        | 15,7      | 10,1      | 5,2       | 13        |
| Température moyenne (°C)                         | 6,1       | 6,7       | 9,7       | 14,5      | 18,8      | 21,8      | 25,6      | 27        | 23,7      | 18,5      | 13,4      | 8,7       | 16,2      |
| Température maximale moyenne (°C)                | 10,2      | 10,8      | 14        | 18,9      | 23,1      | 25,5      | 29,4      | 31        | 27,3      | 22        | 17,1      | 12,5      | 20,2      |
| Record de froid (°C) date du record              | −8,2 1927 | −6,8 1945 | −4,6 1927 | −0,5 1902 | 3,6 1902  | 9,2 1903  | 13,3 1976 | 15,5 1953 | 11,2 1904 | 2,2 1926  | −2,4 1912 | −5,6 1898 | −8,2 1927 |
| Record de chaleur (°C) date du record            | 20,8 1916 | 24,8 2009 | 24,5 2013 | 28,7 1915 | 31,3 2019 | 35,5 2005 | 37,2 2018 | 37,4 2016 | 36,2 1912 | 32,4 2018 | 26,2 1987 | 23,7 2015 | 37,4 2016 |
| Ensoleillement (h)                               | 192,7     | 167,2     | 168,8     | 181,2     | 187,4     | 135,9     | 170,9     | 206,4     | 141,2     | 137,3     | 151,1     | 178,1     | 2 018,3   |
| Précipitations (mm)                              | 64,7      | 64,7      | 139,5     | 143,1     | 152,6     | 188,8     | 182,5     | 139       | 241,5     | 240,4     | 107,6     | 66,4      | 1 730,8   |
| dont neige (cm)                                  | 4         | 4         | 0         | 0         | 0         | 0         | 0         | 0         | 0         | 0         | 0         | 0         | 9         |
| Nombre de jours avec précipitations              | 5,1       | 5,4       | 10        | 9,5       | 9,8       | 11,9      | 10,3      | 7,5       | 11,5      | 10,7      | 7,7       | 5,5       | 105       |
| dont nombre de jours avec précipitations ≥ 10 mm | 2,2       | 2,1       | 4,8       | 4,4       | 4,9       | 5,8       | 4,5       | 3,2       | 6,1       | 5,4       | 2,9       | 2,1       | 48,5      |
| Humidité relative (%)                            | 53        | 54        | 60        | 65        | 70        | 78        | 78        | 76        | 76        | 71        | 65        | 57        | 67        |
| Nombre de jours avec neige                       | 0,5       | 0,7       | 0,3       | 0         | 0         | 0         | 0         | 0         | 0         | 0         | 0         | 0,1       | 1,6       |

| Diagramme climatique                                  |             |          |               |               |               |               |           |             |             |               |             |
| J                                                     | F           | M        | A             | M             | J             | J             | A         | S           | O           | N             | D           |
| 10,22,764,7                                           | 10,83,164,7 | 146139,5 | 18,910,7143,1 | 23,115,5152,6 | 25,519,1188,8 | 29,422,9182,5 | 3124,3139 | 27,321241,5 | 2215,7240,4 | 17,110,1107,6 | 12,55,266,4 |
| Moyennes : • Temp. maxi et mini °C • Précipitation mm |             |          |               |               |               |               |           |             |             |               |             |

## Histoire
Le site archéologique d'Yasashiyato, situé dans l'arrondissement Asahi, atteste une présence humaine durant la période Jōmon (20 000–2 400 ans av. J.-C.). De même, dans l'arrondissement Tsuzuki, des vestiges de villages datant du Jōmon moyen permettent de décrire la vie des hommes de la préhistoire. Les sites Santonodai de l'arrondissement d'Isogo et d'Ōtsuka-Saikachido de Tsuzuki remontent à la période Yayoi (2 400–1 700 ans av. J.-C.). Ils sont caractéristiques des villages anciens dans lesquels les Hommes ont développé la riziculture et le travail du métal.

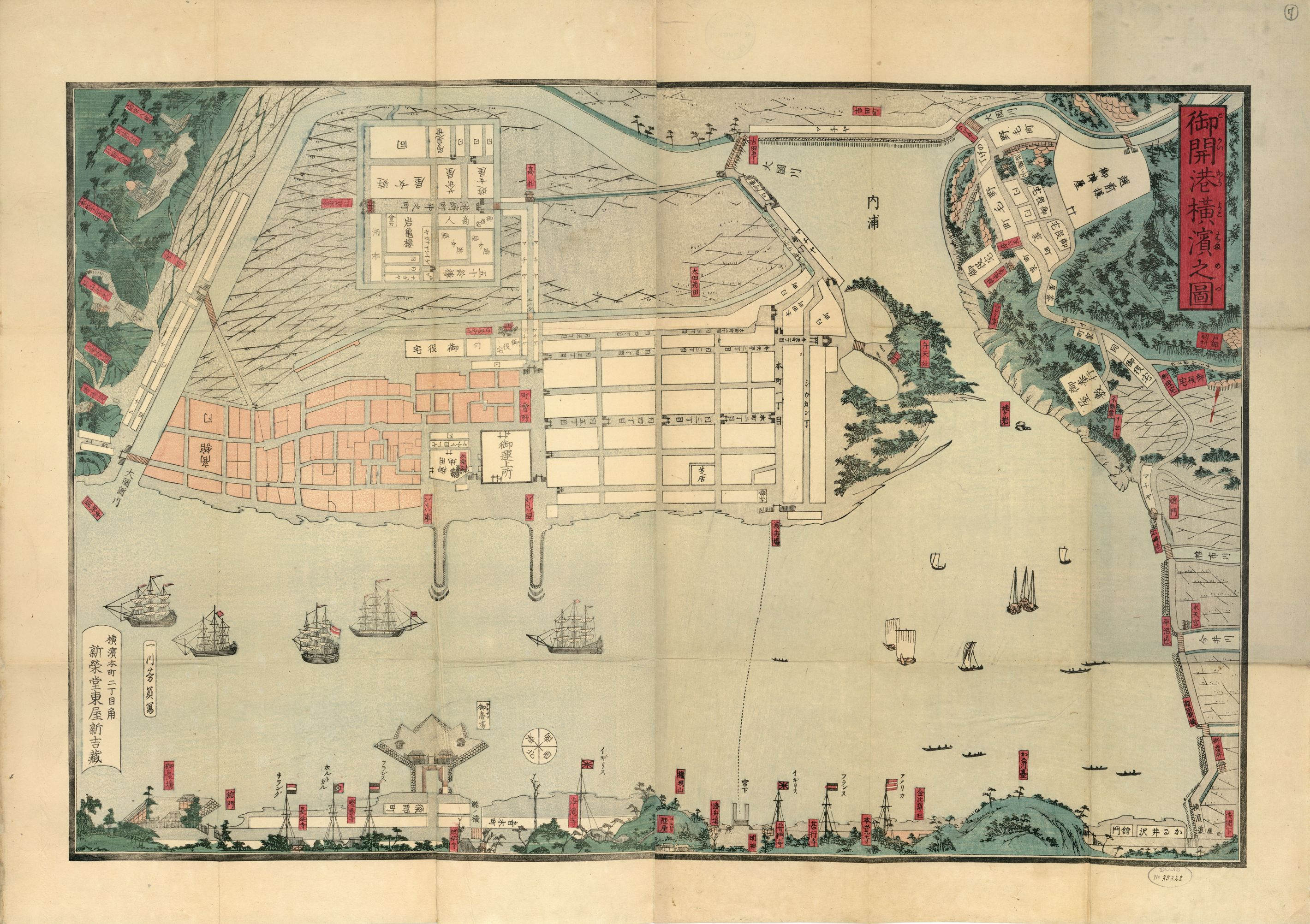
Carte de la baie de Yokohama datant du XIXe siècle.

Un document historique d'Asuka-kyō, une des capitales impériales du Japon au cours de la période Asuka (538 - 710), mentionne un hameau dans le district de Kuraki de la province de Musashi : le hameau Moruoka,. Selon le Man'yōshū, une anthologie de poésie japonaise du VIIIe siècle, le développement urbain s'organise alors dans les districts de Kuraki et de Tsuzuki. Le commerce et l'artisanat s'intensifient durant l'époque de Kamakura (1185 – 1333). À l'époque d'Edo (1603 - 1868), plus de vingt villages de pêcheurs et d'agriculteurs prospèrent le long de la côte et dans les terres. Au début du XVIIe siècle, les relais Kanagawa-juku et Hodogaya-juku (1601) puis Totsuka-juku (1604) sont créés le long du Tōkaidō, un axe routier reliant Edo, Kyoto, Osaka et Kobe,. Ils deviennent des centres économiques et culturels importants de la région. En 1721, émerge le domaine féodal de Mutsuura. Au milieu du XIXe siècle, le traité de Kanagawa (1854) et le traité d'Amitié et de Commerce (1858), signés entre les États-Unis et le Japon, ouvrent le pays aux étrangers après une longue période d'isolationnisme. En 1859, le bourg de Yokohama  prend son essor grâce à l'ouverture de son port, qui s'intègre rapidement au commerce maritime international,. Il est découpé en six quartiers et comprend une concession pour les étrangers. Trente ans plus tard, après l'officialisation par le gouvernement de Meiji du découpage du territoire national en préfectures (la préfecture de Kanagawa est créée officiellement en 1876), le bourg de Yokohama acquiert le statut de ville. En 1889, la ville de Yokohama rassemble 116 193 habitants (25 849 foyers), répartis sur une superficie de 5,40 km2,. En 1901, par l'intégration de localités voisines, la ville s'étend sur 24,80 km2 puis sur 36,72 km2 dix ans plus tard — sa population atteint alors 444 039 habitants.
Le séisme de Kantō de 1923 dévaste la ville et fait plus de 20 000 morts. En 1924, la population de Yokohama s'établit à 389 700 habitants. Deux ans après la catastrophe, grâce aux travaux de reconstruction, qui favorisent le retour de réfugiés, elle repart à la hausse (411 500 habitants). Durant l'année 1927, Yokohama, qui s'étend sur 133,88 km2 et compte 529 300 habitants, adopte un découpage en arrondissements. Les cinq arrondissements Tsurumi, Kanagawa, Naka, Hodogaya et Isogo sont créés,.
Pendant la Seconde Guerre mondiale, l'effort de guerre organisé dans les grandes villes de la région de Kantō entraîne un afflux de main d'œuvre dans la capitale préfectorale. À l'issue du conflit mondial, celle-ci, en ruine et dépeuplée, à cause de la mobilisation de guerre, des nombreux raids aériens et des évacuations de population subséquentes, passe sous le contrôle des forces armées américaines. Son développement reprend après-guerre, sous occupation américaine. En 1956, le gouvernement japonais confirme le statut de ville de Yokohama. Sa population dépasse le million en 1958 (contre 624 994 habitants en 1945),. Par la suite, la ville de Yokohama devient un port de stature internationale et une ville industrielle (chantiers navals et insdustries chimiques, pétrolières et Métallurgiques). En 1964, à l'occasion des Jeux olympiques de Tokyo, la ligne Shinkansen Tōkaidō  est inaugurée et la gare de Shin-Yokohama est créée. Quatre années plus tard, Yokohama devient la troisième ville du Japon, avec une population de plus de deux millions d'habitants,.
La construction du quartier d'affaires Minato Mirai 21 démarre en 1983. La population de la ville dépasse les trois millions d'habitants deux ans après. En novembre 1994, un réaménagement du découpage administratif de la ville conduit à une division en 18 arrondissements de la municipalité. En 2002, l'année durant laquelle la population dépasse les 3,5 millions, le stade international de Yokohama accueille la finale de la Coupe du monde de football, au cours de laquelle, face à l'Allemagne, le Brésil remporte sa cinquième étoile. En 2010, le sommet de l'APEC s'y tient.
Le recensement de 2015 dénombre, dans la ville de Yokohama, 3 724 844 habitants, répartis sur une superficie de 437,49 km2.

## Économie
Yokohama forme au début du XXIe siècle, avec Kawasaki et Tokyo, la grande Région de Kantō, la plus peuplée du monde avec 42 607 376 personnes en 2010 selon le « Japan Statistics Bureau ».
Son port international reste encore une de ses principales activités. On y importe des matières premières et on y exporte des produits finis et de la soie. Yokohama est aussi un centre important du transport maritime de passager. 
Elle est aussi un important foyer d'industrie lourde (sidérurgie, automobiles, navales).

### Entreprises
- Nissan Motor Company, dont le siège social, une tour de 99 m de haut et 22 étages, située à Nishi-ku au bord de la baie de Tokyo, a été achevé en 2009.
- Hitachi
- JVC
- Toshiba

## Transport

### Ferroviaire
La gare de Yokohama est la gare principale de la ville, où se croisent les lignes de compagnies JR East, Keikyū, Tōkyū, Sōtetsu et Yokohama Minatomirai Railway. La ville possède un réseau de deux lignes de métro, et un système de transport par câble.
Le Shinkansen dessert la ville à la gare de Shin-Yokohama.

### Maritime
Le port de Yokohama est l'un des plus grands du Japon.

## Culture locale et patrimoine

### Patrimoine architectural

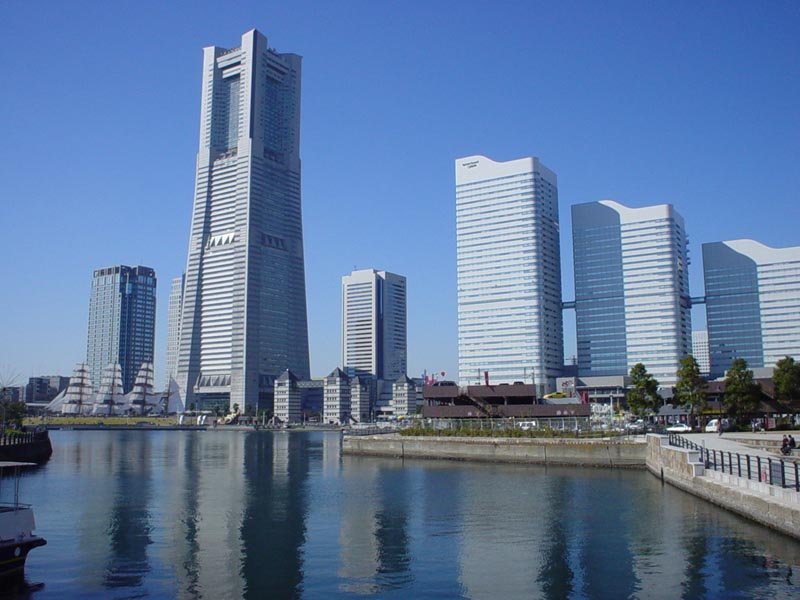
La Landmark Tower dans le quartier de Minato Mirai 21.

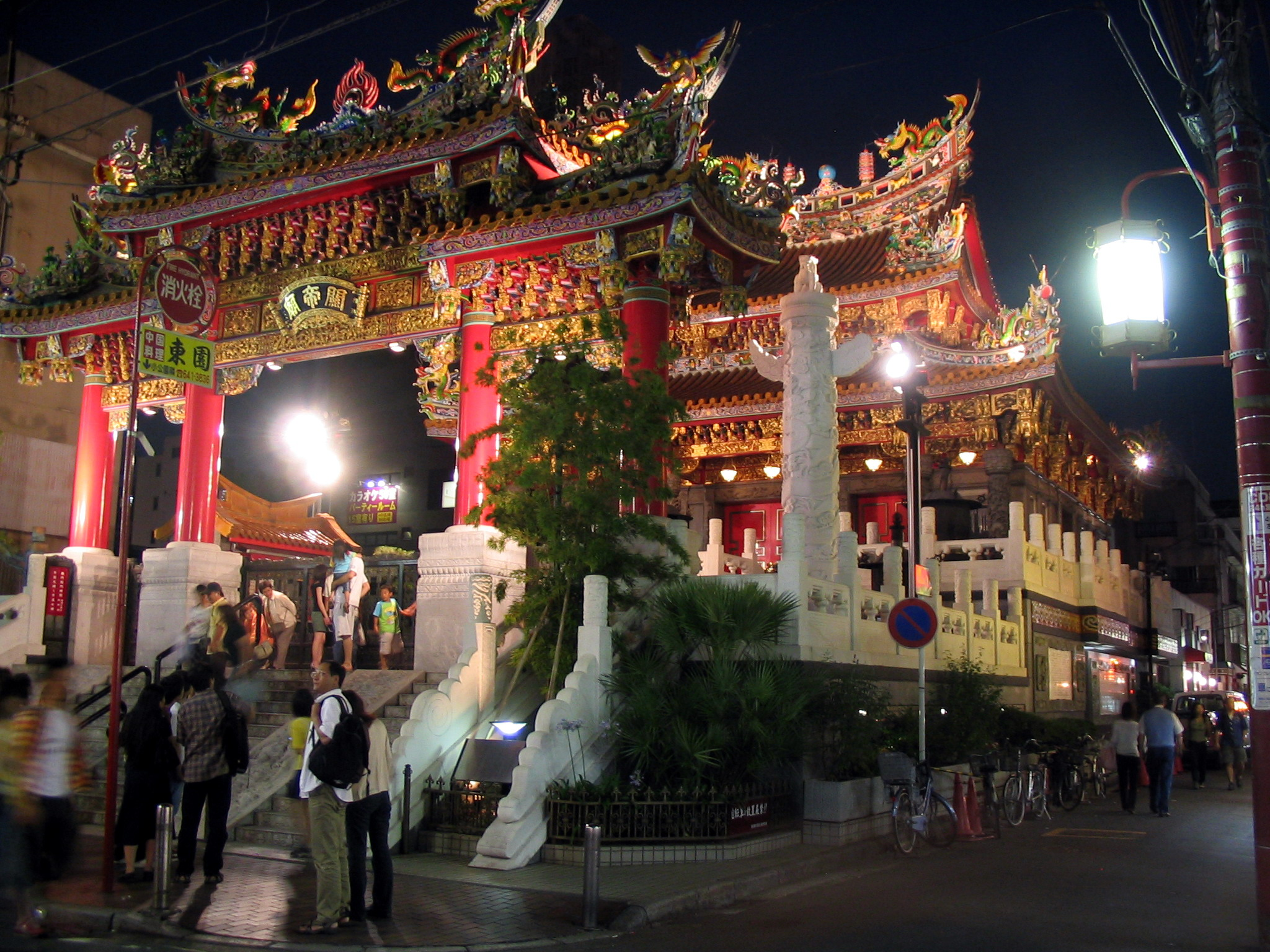
Temple dans le quartier chinois.

- La Landmark Tower, dans le quartier du Minato Mirai 21, est le quatrième plus haut bâtiment du Japon, dépassé par la Tour de Tokyo, la Tokyo Skytree et la Abeno Harukas à Osaka.
- Le Yokohama International Stadium accueillit la finale de la coupe du monde de football 2002.
- Le quartier de Chinatown est le plus grand quartier chinois du Japon, il a plus de 150 ans et fait office de quartier chinois tokyoïte.
- La cathédrale du Sacré-Cœur est le siège du diocèse de Yokohama, érigée en 1937 et confié alors aux Missions étrangères de Paris.

### Patrimoine naturel
- Yokohama abrite le jardin zoologique de Yokohama, communément appelé Zoorasia, et le zoo de Nogeyama.

### Attractions touristiques
- Yokohama Hakkeijima Sea Paradise est un complexe de loisirs insulaire composé d'un parc d'attractions, aquariums, centre commercial, hôtel et marina situé à Kanazawa-ku, à l'extrémité de la baie de Yokohama.
- Musée du bateau Hikawa Maru

### Évènements

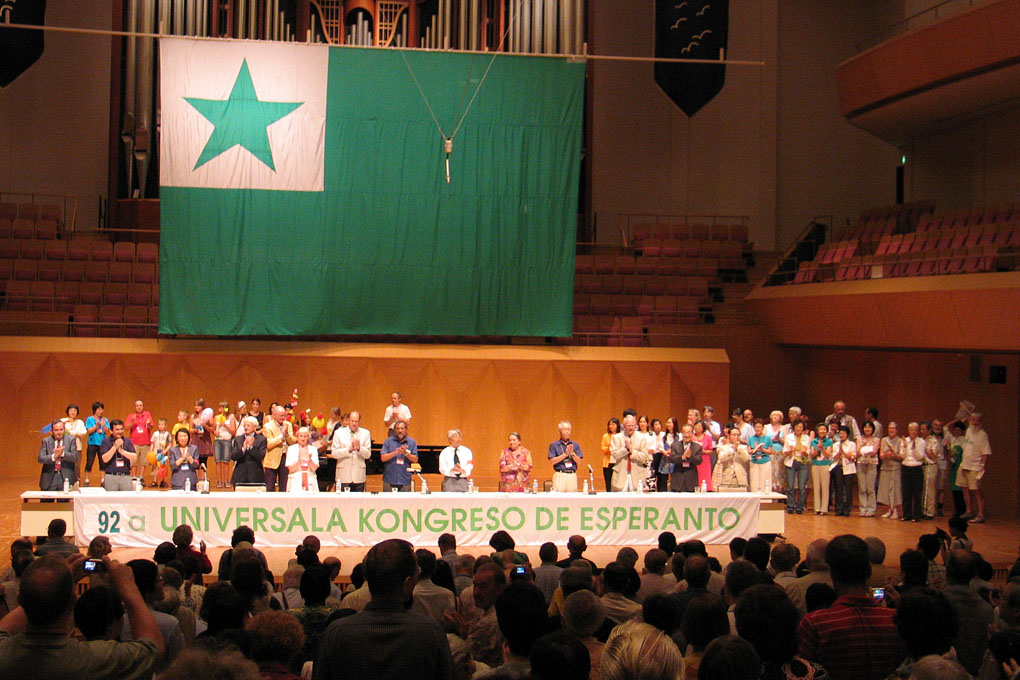
Cérémonie de clôture du mondial d’espéranto, 2007.

Yokohama a accueilli en 2007 le 92e congrès mondial d’espéranto, dont le thème était « L’Occident en Orient : accueil et résistance ». Il a été suivi par près de 2 000 participants durant une semaine.

## Sport

### Athlétisme
Chaque année au mois de novembre a lieu le marathon de Yokohama, un marathon réservé exclusivement aux femmes.

### Football
La ville comporte deux équipes de football évoluant en J-League : les Yokohama F·Marinos et le Yokohama FC. 
Elle a également accueilli la finale de la coupe du monde de football en 2002 opposant le Brésil à l'Allemagne. 
Neuf ans plus tard, le Japon est le pays d'accueil pour la Coupe du monde des clubs de la FIFA 2011, le stade Nissan est alors choisi pour accueillir les derniers matchs de la compétition. Ayant une capacité de 72 327 places, ce stade accueille le second match de la demi-finale qui se déroule le 15 décembre entre le FC Barcelone et le Sadd Sports Club (4-0). Enfin la ville fait office d'accueil pour la finale et la petite finale de la compétition internationale le 18 décembre 2011.

## Jumelages et partenariats
La ville de Yokohama est jumelée avec plusieurs municipalités étrangères.
| Ville | Ville                 | Pays | Pays         | Période                     |
| ----- | --------------------- | ---- | ------------ | --------------------------- |
|       | Bombay                |      | Inde         | depuis le 26 juin 1965      |
|       | Brême                 |      | Allemagne    |                             |
|       | Callao                |      | Pérou        | depuis 2015                 |
|       | Constanța             |      | Roumanie     | depuis le 12 octobre 1977   |
|       | Francfort-sur-le-Main |      | Allemagne    | depuis le 27 septembre 2011 |
|       | Hanoï                 |      | Viêt Nam     | depuis le 16 novembre 2007  |
|       | Hô Chi Minh-Ville     |      | Viêt Nam     | depuis le 23 octobre 2007   |
|       | Incheon               |      | Corée du Sud | depuis le 23 décembre 2009  |
|       | Lyon                  |      | France       | depuis le 7 avril 1959      |
|       | Manille               |      | Philippines  | depuis le 1er juillet 1965  |
|       | Odessa,               |      | Ukraine      | depuis le 1er juillet 1965  |
|       | Pusan                 |      | Corée du Sud | depuis le 26 juin 2006      |
|       | Pékin                 |      | Chine        | depuis le 17 mai 2006       |
|       | San Diego             |      | États-Unis   | depuis le 29 octobre 1957   |
|       | Shanghai              |      | Chine        | depuis le 30 novembre 1973  |
|       | Vancouver,            |      | Canada       | depuis le 1er juillet 1965  |

## Symboles municipaux
En 1989, la ville de Yokohama adopte la fleur de rosier comme fleur symbole,.

## Personnalités liées à la municipalité
- Alfred Gérard, industriel français qui séjourna à Yokohama de 1863 à 1878.
- Henri Rieunier, pionnier du Japon de l'ère Meiji, seul officier général français de l'époque sur le sol nippon et à Yokohama.
- Mère Mathilde Raclot, sœur de la Congrégation de l'Enfant Jésus de Saint Maur, née à Langres en 1814 arrivée à Yokohama le 28 juin 1872, fondatrice de l'orphelinat de Yokohama, puis de Tokyo, puis du pensionnat de Shizuoka. Morte à Yokohama en 1911 à l'âge de 97 ans. Elevée au Panthéon des femmes de Shanghaï en 2015.
- Jean-Baptiste-Alexis Chambon MEP (1875-1948), missionnaire français et évêque de Yokohama, où il meurt en 1948.
- Phyllis Whitney, romancière américaine qui y est née en 1903.
- Tatsuo Suzuki (1928-2011), 8e dan Hanshi de karaté wado-ryu.
- Teruo Kono (1934-2000), 8e dan Hanshi de karaté wado-ryu.
- Masayoshi Kabe (1949-), bassiste et guitariste mi-français mi-japonais.
- Yoshiaki Kawajiri, réalisateur de films et de séries d'animation, né en 1950 à Yokohama.
- Eugénie O'Kin (1880-1948) tabletière née à Yokohama.
- Yana Toboso, mangaka japonaise, auteur de Black Butler, y réside.
- Atsushi Sakai, alias Kai, joueur de catch, y est né le 20 mai 1983.
- Grazia Ceccherini (1998-) linguiste, auteur et mannequin.
- Emiko Iwasaki (1976-), artiste dans le domaine du jeu vidéo, y travaille.
- Antonio Inoki (1943-2022), personnalité politique japonaise, y est né.
- Tamayo Ikeda (1971-), pianiste classique, y est née.